# 海曼鎮區 (北達科他州巴恩斯縣)
海曼鎮區（英語：Hemen Township）是位於美國北達科他州巴恩斯縣的一個鎮區。

## 地方資料
海曼鎮區的面積為93.47平方千米，當中陸地面積為91.07平方千米，而水域面積為2.40平方千米。根據2010年美國人口普查的數據，當地共有人口27人，而人口密度為每平方千米0.29人。